# Holcus
Holcus là một chi thực vật có hoa trong họ Hòa thảo (Poaceae).

## Loài
Chi Holcus gồm các loài: